# Expedición vikinga de 844
La expedición vikinga de 844 fue un ataque de los vikingos en la península ibérica, entonces gobernada por el reino de Asturias y el emirato de Córdoba. Los vikingos reconocieron Gijón, atacaron La Coruña, Lisboa y Cádiz y remontaron el río Guadalquivir, atacando Medina Sidonia, Sevilla y Córdoba. Abderramán II preparó un contingente para enfrentarlos, capitaneado por Musa ibn Musa al-Qasawi que los derrotó casi totalmente.

## Historia
En 844 naves vikingas o normandas (urdumaniyyun o madjus), procedentes de una incursión por el río Garona, fueron dispersadas por una tempestad en dirección a la costa cantábrica y arribaron a Gijón, que reconocieron pero no atacaron, y siguieron en dirección a Galicia, donde fueron rechazadas. Las naves supervivientes pasaron por Lisboa que saquearon durante 13 días entre agosto y septiembre, hasta que un ejército musulmán se acercó para combatirlas. Se desplazaron hacia el Algarve y el golfo de Cádiz. Remontaron con sus naves  el Guadalquivir y el 25 de septiembre derrotaron a los cordobeses en la batalla de Cabtal, saqueando las afueras de Isbiliya mientras los ciudadanos no presentaban batalla y huían a Carmona. Los vikingos establecieron un fortín en Tablada, de donde se retiraron el 28 de septiembre cuando llegaron 15 naves cordobesas.
Abderramán II preparó un contingente para enfrentarse a los vikingos que habían conquistado y saqueado Isbiliya un mes antes, con la tropa de Isbiliya, voluntarios de las marcas, y el ejército de las marcas capitaneado por Musa ibn Musa al-Qasi. Los vikingos se dividieron en cuatro grupos: uno, de unos dos centenares, que atacó Morón; un segundo, que atacó Benilaiz; un tercero, que atacó Fuente de Cantos; y un cuarto, que lo hizo con Córdoba. El grueso del ejército cordobés, de unos 16 000 hombres, destruyó el primer grupo (batalla de Morón), y atacó el campamento de Tablada, con lo que los invasores sufrieron mil bajas, mientras otros cuatrocientos fueron hechos prisioneros y ejecutados, y unas treinta naves fueron destruidas, siendo los rehenes retenidos por ellos liberados. Pero un grupo, al ver la caballería enemiga pudo huir entre Morón y Carmona, embarcando en las naves y finalmente negociando liberar a los prisioneros que les quedaban y devolver el botín a cambio de comida y ropas y una retirada por el río hasta la costa, donde permanecía parte de la expedición. Continuaron su viaje por el Mediterráneo, atacando territorio bizantino hasta llegar a Alejandría en un viaje de catorce años. Con el tiempo, el reducido número de supervivientes aprisionados en Andalucía se convirtió al islamismo instalándose como granjeros en la zona de Coria del Río, Carmona y Morón.

## Consecuencias
Abderramán II reconstruyó las murallas y edificios de Isbiliya, que habían quedado dañados por la incursión, e hizo construir naves en los astilleros de Cádiz, Cartagena y Tarragona por la defensa del litoral, y estableció que en las capitanías habría correos a caballo para poder transmitir con rapidez las noticias de nuevos asaltos.
Se dieron nuevas incursiones vikingas en los años 859, 966 y finalmente en 971, en el que la flota vikinga fue totalmente aniquilada.